# 华拉莱火山
19°41′32″N 155°52′02″W / 19.69222°N 155.86722°W

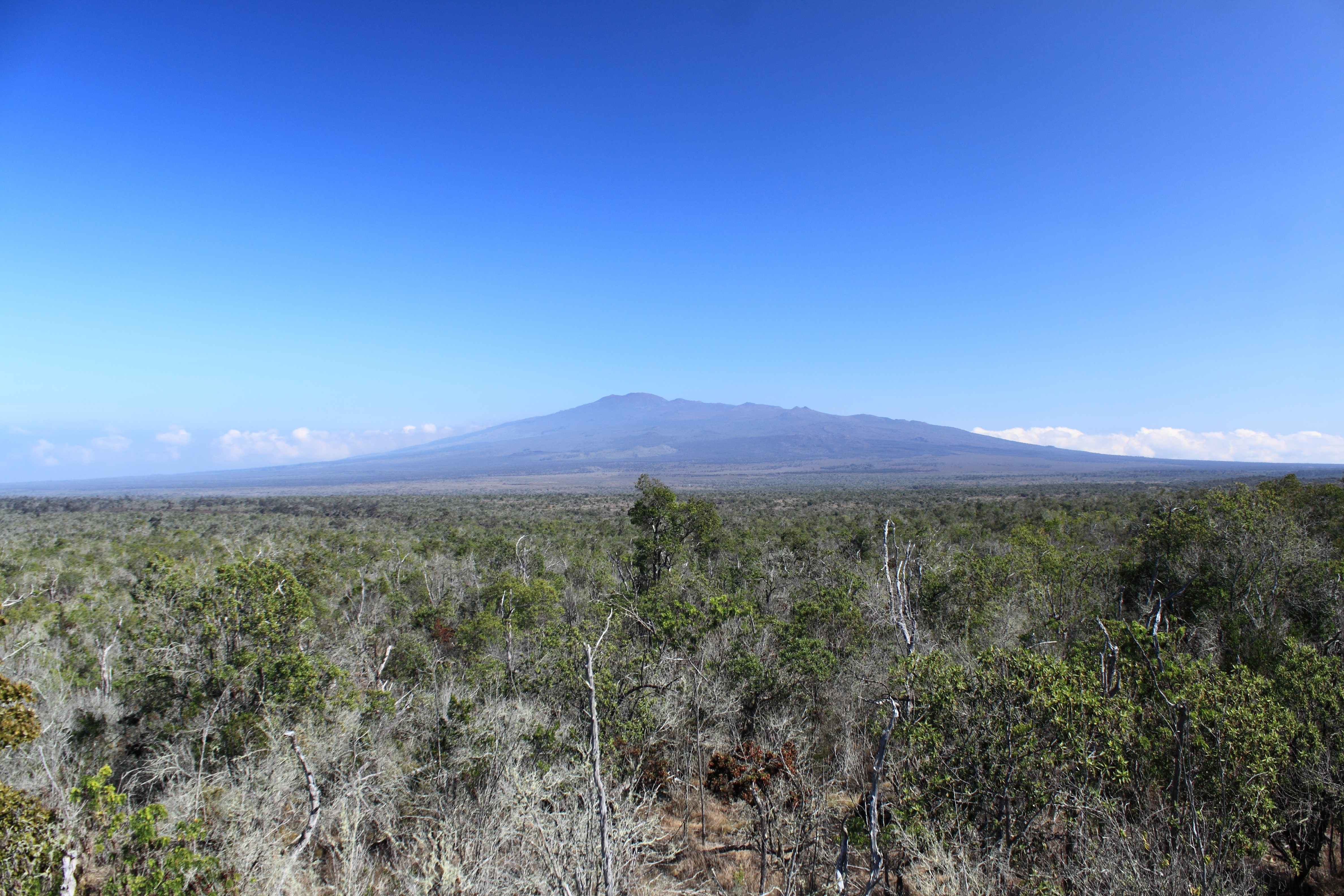
华拉莱火山

華拉萊火山（Hualālai）是美國夏威夷州的一座活火山，位於夏威夷島，是該島最西端的火山，也是第三年輕和第三活躍的火山。這座火山的最高地點海拔高度有2,521米。華拉萊火山地區也是一個受歡迎的登山目的地。